# Marvaszt megye
Marvaszt megye (perzsául: شهرستان مروست)  Irán Jazd tartományának egyik megyéje az ország középső részén. 2021 nyarán jött létre az addig Hátam megyéhez tartozó Marvaszt kerületből.
Északon Abarkuh megye, Taft megye és Mehriz megye, keleten Kermán tartomány, délen Hátam megye, nyugaton Fársz tartomány határolja. Székhelye és egyetlen városa Marvaszt. Két kerületre oszlik: Központi és Iszár. Lakossága 15 150 fő volt.